# Москаленко, Александр Иванович
Москаленко Александр Иванович (1914, Кривой Рог, Херсонская губерния — 18 августа 1972, Кривой Рог, Днепропетровская область) — советский хозяйственный деятель. Председатель Криворожского городского совета (1955—1959).

## Биография
Родился в 1914 году в местечке Кривой Рог.
Окончил Криворожский горнорудный институт. В 1930—1941 годах — токарь, горный мастер, председатель профсоюза шахтоуправления имени Кагановича.
В 1941—1946 годах — партийный организатор ЦК ВКП(б) в Нижнем Тагиле.
По возвращении в Кривой Рог участвовал в восстановлении послевоенного Кривбасса, руководил реконструкцией шахт и предприятий. В 1947—1952 годах — секретарь парткома рудоуправления имени Ф. Э. Дзержинского. В 1952—1955 годах — секретарь Криворожского городского комитета КПУ. В 1955—1959 годах — председатель Криворожского городского исполкома. С 1959 года — заместитель управляющего трестом «Ленинруда». 
Умер 18 августа 1972 года в городе Кривой Рог.

## Награды
- Орден Трудового Красного Знамени.